# Xosé María Álvarez Blázquez
Xosé María Álvarez Blázquez (Tuy, 5 de febrero de 1915 - Vigo, 2 de marzo de 1985) fue un escritor (especialmente conocido como poeta) en lengua gallega y española. Dentro de la historia de la poesía gallega, se halla adscrito a la llamada generación de 1936.
Galardonado con el Pedrón de Ouro en 1981, miembro numerario de la Real Academia Galega, cronista oficial de la ciudad de Vigo y miembro del Instituto de Estudios gallegos Padre Sarmiento, fue homenajeado con en el Día de las Letras Gallegas del año 2008.

## Biografía
Hijo del médico Darío Álvarez Limeses y de María Blázquez Ballester, fue el tercero de seis hermanos. Nacido en la ciudad de Tuy, en donde estudió el Bachillerato. En el año 1931 se trasladó a Pontevedra, donde cursó los estudios de Magisterio. 
Tras conocer a Alexandre Bóveda, ingresó en 1933 en la Federación de Mocedades Galeguistas (sección juvenil del Partido Galeguista).
Inició estudios libre de Filosofía y Letras en 1936, pero el comienzo de la Guerra Civil le impidió continuarlos. Su primer destino como maestro fue en Olivas (Vigo); obtuvo plaza por oposición en Coya (Vigo), pero nunca la llegó a ocupar: tras ser fusilado su padre en Tuy por el bando nacional, Xosé María fue suspendido de empleo y sueldo trasladado a Coreses (Zamora). En 1942 pidió la excedencia voluntaria.
Regresó junto con su familia a Vigo y, en 1945, empieza a trabajar como secretario de la Cofradía de Pescadores San Francisco de esa misma ciudad. Consigue quedar finalista del Premio Nadal con la novela En el pueblo hay caras nuevas, acontecimiento que supuso el comienzo de su carrera literaria y de su actividad cultural.
Se casó en 1946 con María Luisa Cáccamo Frieben, con quien tendría seis hijos.
Fundó con Luis Viñas Cortegoso la Editorial Monterrey en 1950 (antes habían creado la Librería homónima). Recibió en 1954 el Premio Pondal de poesía del Centro Galego de Buenos Aires.
En 1962 ingresó en la Real Academia Galega, y en 1964 fundó Edicións Castrelos.
En 1968 regresó a la actividad docente como profesor de Formación Humanística en el Instituto Politécnico Marítimo Pesquero. 
En 1970 murió una de sus hijas, María Luisa, hecho que le inspiraría varios poemas.
Su actividad intelectual se reparte entre la escritura y sus intereses polifacéticos en arqueología, etnología, crítica literaria, periodismo, etc. e, incluso, en política, llegando a formar parte de la candidatura por el Partido Galeguista a las elecciones municipales de 1983.
Enfermo del corazón desde 1982, murió a causa de un infarto de miocardio.
En 2008 se le dedica el Día das Letras Galegas.

## Obra en gallego

### Poesía
- Abril, Pontevedra, 1932.
- Poemas de ti e de min, colección Benito Soto, 1949 (poemario con su hermano Emilio Álvarez Blázquez).
- Roseira do teu mencer, 1950.
- Cancioneiro de Monfero, 1953.
- Romance do pescador peleriño, 1954.
- Escolma de epigramas, 1968.
- Canle segredo, 1976, Edicións Castrelos (escrito en 1954).
- Poesía galega completa, 1987, Xerais.

### Narrativa
- Os ruíns, 1936 (relatos).

### Literatura infantojuvenil
- A pega rabilonga e outras historias de tesouros, 1971, Edicións Castrelos.

### Ensayo
- Poesías galegas de Nicomedes Pastor Díaz (1951)
- O vencello espiritual dos Fisterres Atlánticos (1951)
- Industrias paleolíticas do Baixo Miño (1952)
- Escolma de poesía galega II: A poesía dos séculos XIV a XIX (1959)
- O libro na tradición popular galega (1963)
- Gil Vicente e Galicia: o conto das dúas lousas (1964)
- Os nomes da terra recollidos do pobo (Editorial Castrelos, 1976. Bajo el pseudónimo de Celso de Baión)
- Alexandre Bóveda. Apunte biográfico (1982; no distribuido hasta 1992)
- A muller na literatura medieval e outras achegas etnográficas (Museo do Pobo Galego, 2008. ISBN 978-84-88508-42-5). Colección de varios trabajos presentados en congresos en Portugal.

### Ediciones
- Escolma de poesía galega I: Escola medieval galego-portuguesa, 1953, Galaxia.
- Escolma de poesía medieval (1198-1354), 1975, Edicións Castrelos.
- O siñor Afranio ou cómo me rispéi das gadoupas da morte. Antón Alonso Ríos, 1979, Edicións Castrelos.
- Luís Amado Carballo. Vida e obra, 1982, Real Academia Galega.

### Obras colectivas
- Correspondencia habida entre Xosé María Álvarez Blázquez e Isidoro Millán González-Pardo, 2012, Centro Ramón Piñeiro para a Investigación en Humanidades.

## Obra en castellano

### Narrativa
- El crimen de la isla verde, 1941.
- En el pueblo hay caras nuevas, 1945 (finalista del Premio Nadal).
- Una cabaña en el cielo, 1952.
- Las estatuas no hablan, 1955.
- Crecen las aguas, 1956.

### Poesía
- Sonetos del alba insomne, 1995, Instituto de Estudios Vigueses.

### Ensayo
- El libro del por qué?, 1945.
- Arquitectura rural gallega. Un plano de Fray Manuel Caeiro, 1948.
- Industria paleolítica de la comarca de Tuy, 1949.
- Vigo, 1950.
- Romerías gallegas, 1951.
- Hallazgo de estelas funerarias en Vigo, 1955.
- Galería de gallegos ilustres, 1956.
- La ciudad y los días, 1960.

### Teatro
- Los pazos altivos, 1947 (con su hermano Emilio Álvarez Blázquez).
- El zapato de cristal, 1947.

### Obras colectivas
- Vigo en su historia (junto con Fernando Acuña, Álvaro Cunqueiro, Antonio Meijide, Antonio Odriozola et alii) 1980.